# 水滸英雄傳
《水滸英雄傳》（英語：Story of the Water Margin）是香港電視廣播有限公司製作的古裝武俠電視劇，全劇共20集，監製蕭顯輝，主演曾偉權、鍾淑慧、袁詠儀、歐瑞偉、黎漢持、林尚武、黎耀祥、麥天恩，該劇改编自中國四大古典名著之一的《水滸傳》，此劇為錄像帶劇集，至今未在香港電視播出。

## 演員表
曾偉權 飾 宋江
何英偉 飾 花榮
鍾淑慧 飾 花玉蓮
侯藯云 飾 花榮妻
林尚武 飾 晁蓋
麥翠嫻 飾 小思思 (宋江夫人)
黎耀祥 飾 阮小七
黃新 飾 宋太公 (宋江父)
黃澤鋒 飾 宋清 (宋江弟)
袁詠儀 飾 九天玄女
區瑞偉 飾 張文遠
楊得時 飾 楊志
黎漢持 飾 林冲
李子奇 飾 王倫 (北宋)
劉美娟 飾 鄧彩兒
胡越山 飾 何濤
許堅信 飾 蕭大人
黃成想 飾 阮小二
李煌生 飾 阮小五
麥天恩 飾 吳用
劉家輝 飾 武松
李顯明 飾 劉唐
曹濟 飾 公孫勝
李衛民 飾 時遷
蕭山仁 飾 錢師爺
李海生 飾 索超
李龍基 飾 梁中書
承恩 飾 鄭虎
羅君左 飾 唐牛兒
陳慧儀 飾 李玉蘭